# Кларафон
Кларафон (фр. Clarafond) је насељено место у Француској у региону Рона-Алпи, у департману Горња Савоја.
По подацима из 2011. године у општини је живело 910 становника, а густина насељености је износила 53,91 становника/km².

## Демографија
| 1962. | 1968. | 1975. | 1982. | 1990. | 2011. |
| ----- | ----- | ----- | ----- | ----- | ----- |
| 332   | 321   | 343   | 398   | 550   | 910   |